# Wąpielsk
Wąpielsk è un comune rurale polacco del distretto di Rypin, nel voivodato della Cuiavia-Pomerania.
Ricopre una superficie di 93,78 km² e nel 2004 contava 4 193 abitanti.